# Rosemont (Illinois)
Rosemont é uma aldeia localizada no estado americano de Illinois, no Condado de Cook.

## Demografia
Segundo o censo americano de 2000, a sua população era de 4224 habitantes.
Em 2006, foi estimada uma população de 3993, um decréscimo de 231 (-5.5%).

## Geografia
De acordo com o United States Census Bureau tem uma área de 4,5 km², dos quais 4,5 km² cobertos por terra e 0,0 km² cobertos por água.

## Localidades na vizinhança
O diagrama seguinte representa as localidades num raio de 8 km ao redor de Rosemont.